# MLB All-Star Game 1934
MLB All-Star Game 1934 – 2. Mecz Gwiazd ligi MLB, który rozegrano 10 lipca 1934 roku na stadionie Polo Grounds w Nowym Jorku.
Starting pitcher drużyny gwiazd National League Carl Hubbell zaliczył pięć strikeoutów z rzędu eliminując z gry kolejno Babe Rutha, Lou Gehriga, Jimmie’go Foxxa, Ala Simmonsa i Joe Cronina; jest to rekord w All-Star Game wyrównany w 1986 przez miotacza Los Angeles Dodgers Fernando Valenzuelę. Ostatecznie mecz zakończył się zwycięstwem American League 9–7. Spotkanie obejrzało 48 363 widzów.
| American League                                                                                | 0 | 0 | 0 | 2 | 6 | 1 | 0 | 0 | 0 | 9 | 14 | 1 |
| National League                                                                                | 1 | 0 | 3 | 0 | 3 | 0 | 0 | 0 | 0 | 7 | 8  | 1 |
| WP: Mel Harder (1–0) LP: Van Mungo (0–1) Home runy: NL: Frankie Frisch (1) AL: Joe Medwick (1) |   |   |   |   |   |   |   |   |   |   |    |   |

## Składy
| Miotacze - Carl Hubbell (2) - Dizzy Dean (1) - Fred Frankhouse (1) - Van Mungo (1) - Lon Warneke (2) Łapacze - Gabby Hartnett (2) - Al Lopez (1) |  | Wewnątrzpolowi - Bill Terry (2) - Billy Herman (1) - Frankie Frisch (2) - Pie Traynor (2) - Pepper Martin (2) - Travis Jackson (1) - Arky Vaughan (1) Zapolowi - Joe Medwick (1) - Wally Berger (2) - Kiki Cuyler (1) - Chuck Klein (2) - Jo-Jo Moore (1) - Mel Ott (1) - Paul Waner (2) |  | Menadżer - Bill Terry Trenerzy - Casey Stengel - Bill McKechnie |

| Miotacze - Lefty Gomez (2) - Tommy Bridges (1) - Mel Harder (1) - Red Ruffing (1) - Jack Russell (1) Łapacze - Bill Dickey (2) - Mickey Cochrane (1) - Rick Ferrell (2) |  | Wewnątrzpolowi - Lou Gehrig (2) - Charlie Gehringer (1) - Jimmie Foxx (2) - Joe Cronin (2) - Jimmy Dykes (2) - Pinky Higgins (1) Zapolowi - Heinie Manush (1) - Al Simmons (2) - Babe Ruth (2) - Earl Averill (2) - Ben Chapman (2) - Sam West (2) |  | Menadżer - Joe Cronin Trenerzy - Walter Johnson - Al Schacht |

- Czcionką pogrubioną oznaczono zawodników pierwszej dziewiątki. W nawiasie podano liczbę występów w All-Star Game.